# Самарская губерния
Сама́рская губе́рния  (дореф. Самарская губернія) — административно-территориальная единица Российской империи, РСФСР и СССР, существовавшая в 1850—1928 годах. Губернский город — Самара.

## География

### Географическое положение
Площадь Самарской губернии составляла 151 040 км² — в 1905 году, 105 531 км² — в 1926 году.
Фигура площади губернии неправильная, растянутая от севера к югу. Губерния граничила на севере со Спасским и Чистопольским уездами Казанской губернии и Мензелинским уездом Уфимской, на востоке с уездами Белебеевским и Оренбургским Оренбургской губернии и землями Уральского казачьего войска, на юге с Царевским уездом Астраханской губернии, на западе с уездами Камышинским, Саратовским, Вольским и Хвалынским Саратовской губернии. На западе губерния была ограничена течением реки Волги, остальные же границы весьма условные. Наибольшая ширина губернии от запада к востоку равнялась 362,7 км, а наибольшая длина, с севера на юг 938,8 км.

### Рельеф
Поверхность губернии состоит из двух разнохарактерных частей: северные уезды — Бугульминский, Бугурусланский, Ставропольский и северные части Самарского и Бузулукского представляют более возвышенное холмистое пространство, правильно охарактеризованное Семёновым как предстепье; южные части уездов Самарского и Бузулукского и уезды Николаевский и Новоузенский представляют степное пространство. Самую возвышенную часть губернии составляет нагорье, ошибочно иногда называемое отрогами Уральских гор, занимающее Бугульминский и часть Бугурусланского уездов, площадь которых поднимается в среднем до 320 м над уровнем моря. Южная часть губернии, уезды Николаевский и Новоузенский, наоборот, представляют однообразную степь, очень мало поднятую над уровнем моря и до того ровную, что во многих местах, особенно по течению рек (в Новоузенском уезде), она почти совершенно близка к горизонтальной плоскости, так что стрелка чувствительного анероида на протяжении 15—20 вёрст не передвигается на 1 миллиметр, что соответствует превышению или падению местности на 4 сажени. Соответственно этому геологические, почвенные, гидрографические и климатические условия обеих половин губернии имели различный характер.

### Гидрография
Соответственно описанному орографическому характеру губернии все реки её принадлежали двум бассейнам: в северной части Камскому, в центральной и южной — Волжскому, кроме, впрочем, двух южных рек — Большого и Малого Узеней, принадлежащих к внутреннему бассейну. Северная, наиболее гористая и лесистая часть губернии самая обильная водами, центральная (между реками Самарой и Иргизом) орошена менее первой, но во всяком случае значительнее двух южных уездов. В Волгу впадают в пределах губернии 11 рек; другие реки соединяются с Волгой главным образом через посредство Камы. Из озёр замечательны Лебяжье, имеющее 9 вёрст в длину и 200 саженей ширины; Лобазы 16 вёрст в окружности; Серное озеро близ деревни Иштулкиной (в Бугурусланском уезде), в котором ещё при Петре Великом ежегодно добывалось серы от 40 до 70 пудов. По обилию рек и озёр уезды располагаются в следующем порядке:
| Уезд           | Число рек и речек | Озёр |
| -------------- | ----------------- | ---- |
| Бугульминский  | 320               | 15   |
| Бугурусланский | 228               | 6    |
| Ставропольский | 193               | 56   |
| Бузулукский    | 176               | 232  |
| Самарский      | 182               | 17   |
| Николаевский   | 108               | 9    |
| Новоузенский   | 60                | 3    |
|                | 1267              | 338  |

### Геология
Исследования, произведённые Мурчисоном, Пандером, Еремеевым, Штукенбергом, Зайцевым и Никитиным показали, что в Самарской губернии развиты следующие формации: отложения палеозойской эры — каменноугольные (известняки) и отложения пермского возраста, мезозойской эры — триасового (ярус пёстрых мергелей), юрского и мелового периодов, третичная и четвертичная вместе с современными речными и сухопутными образованиями. Самая древняя из формаций Самарской губернии та, пласты которой слагают Царёв курган и левобережные горы низовья реки Сок. Пласты эти принадлежат к морским отложениям каменноугольного периода, к формации горного известняка. В них встречаются пресноводно-сухопутные и морские отложения: в первых встречаются песчаники, конгломераты и глинистые сланцы, в последних — чистые известняки с примесью глин или мергелей и узнаются по остаткам морских животных: корненожек (Fusulin’ы), кораллов (Cyaltho p hyllum, Harmodites, Lonsdalia и др.), морских лилий и ежей, плеченогих моллюсков (Productus и Spirifer); они известны в геологии под названием горного известняка. Нахождение экземпляров плеченогих в пластах известняка служит доказательством того, что эти пласты — отложения глубокого моря. Отложения пермской системы выступает в верхнем течении реки Сок и его притоков и по реке Самаре близ города Самары; пермские пласты принадлежат тоже к морским отложениям. Главнейшие породы их — разного рода известняки, мергели, песчаники, гипсы и иногда глинистые сланцы. Близ Бугурусланского уезда встречаются пласты нефтяного песчаника, под ними пласты серы с фиолетовым оттенком, пласты известняков с кораллами Cyathodhyllum profundum. Красноватые песчаники верхних притоков реки Сок принадлежат к сухопутным формациям пермского периода и содержат следы медной руды. Возвышенности северной части состоят из каменистых твёрдых пластов древнего образования, покрытых позднейшим наносом разных пёстрых пород и толстым слоем глины. В береговых кряжах рек Бугульмы и Дымки встречаются селениты, агат, горный хрусталь, разные колчеданы, кварцы, медные руды, шиферный уголь; местами попадаются каменная соль, окаменелости и железистые источники. Долина реки Ик состоит из песчаника Общего Сырта с гипсовыми гнёздами. Известняки и песчаники утилизируются населением. Близ реки Бусовки (Бугурусланского уезда) встречаются в обнажениях каменоломни выше 30 саженей высоты, где давно уже добываются крестьянами мягкие белые известняки, соломо-жёлтые мергели; песчаник употребляется для фундаментов домов, для постройки изб, бань, сараев. На всём почти пространстве северных уездов вместо пёстрой группы и чисто каспийских осадков встречается пресноводная толща, состоящая из глины, подобной лёссу, тонкослоистой глины и песка; во всех этих пластах повсеместно попадаются пресноводные третичные раковины: Planorbis marginatus, Pl. spirarbis, несколько мелких видов: Paludina, маленькая Cyclas и др. В глубинах попадаются и мергельные сростки, подобные типическим сросткам лёсса, кристаллы и сростки гипса. Все реки и овраги этой местности обнажают исключительно пресноводные пласты, и только в одном месте, по замечанию профессор Докучаева, можно видеть налегание их на соленосную глину (при реке Кушум, деревня Елюзань). В восточной части Новоузенского уезда (Осиновогайская волость) открыты остатки верхнемеловых и нижнетретичных пород (эоценовый геологический ярус), оставшихся единственными свидетелями некогда сплошного покрова морских отложений этих эпох, покрывавших без перерыва всю страну между реками Волгой и Уралом. Татары Осиновогайской волости пользовались мелом для беления печей.
Почти на всём пространстве губернии почва представляет суглинистый или супесчаный чернозём, постепенно переходящий в южных уездах из чёрного в бурый и серый цвета. Толщина почвенного слоя глубже в центральных уездах (до 30-40 вершков), нежели в крайних — северных и южных. В двух степных уездах (Николаевском и Новоузенском) и северном Бугульминском почвенный слой (от 3 до 12 врш.). На возвышенностях почва нередко красноглинистая. Солонцы встречаются повсеместно в губернии, кроме севера Бугульминского уезда.

### Климат
Самарская губерния занимала большое пространство с севера на юг и поэтому имела очень различную температуру; притом север губернии, особенно в тёплые месяцы года, был холоднее юга ещё и потому, что он гораздо выше над уровнем моря. По сравнению с губерниями на правом берегу Волги, в Самарской губернии зимой и осенью было холоднее, летом теплее. В северо-восточной части Самарской губернии зима была холоднее, чем в Архангельске, и даже на крайнем юге гораздо холоднее петербургской. Осадков (дождя и снега) в Самарской губернии выпадало менее, чем на правом берегу Волги, причём количество очень уменьшается с севера на юг. Так как на юге губернии ещё и лето жарче, то выпадающего дождя часто недостаточно для хорошего урожая пшеницы и в особенности кормовых трав.

#### Средняя температура
|                                                  | Январь | Апрель | Май  | Июль | Сентябрь | Год |
| ------------------------------------------------ | ------ | ------ | ---- | ---- | -------- | --- |
| Полибино (восточная часть Бугурусланского уезда) | −16,7  | 2,2    | 12,9 | 19,6 | 10,6     | 2,6 |
| Самара                                           | −12,8  | 4,9    | 14,3 | 21,4 | 12,6     | 4,2 |
| Малый Узень Новоузенского уезда                  | −13,4  | 5,4    | 16,9 | 23,8 | 14,3     | 6,9 |

#### Осадки в мм
|                                 | Год | Месяцы с мая по сентябрь | Самый дождливый месяц |
| ------------------------------- | --- | ------------------------ | --------------------- |
| Полибино                        | 346 | 225                      | 56 июнь               |
| Зеленовка Ставропольского уезда | 398 | 238                      | 52 июль               |
| Самара                          | 389 | 206                      | 51 июль               |
| Николаевск                      | 335 | 164                      | 41 июнь               |
| Малый Узень                     | 276 | 132                      | 36 июль               |

## История

### Ранняя история
Всё пространство, занимаемое теперь Самарской губернией, в начале XVI в. занято было кочующими монголоидами: к северу, на территории будущего Ставропольского уезда, ногайскими татарами (ногайцами), которые с наступлением весеннего тепла кочевали со своими стадами по луговой стороне Волги до реки Камы; на территории будущих Бугурусланского, Бугульминского и Бузулукского уездов — кочующими башкирами и калмыками; южнее, на территории будущих Николаевского и Новоузенского уездов — киргизами (казахами) и татарами.

### Начало проникновения русских
Русские поселенцы стали проникать сюда со второй половины XVI века, после завоевания Казанского ханства. В первое время являлись сюда толпы беглых раскольников, помещичьих крестьян, бежавших от помещичьего гнёта и т. п. После постройки города Самары правительство стало посылать сюда целыми отрядами служилых инородцев, которым жаловало за службу рыбные ловли, бортные угодья, бобровые гоны и прочее. Среди башкир, после завоевания Казанского царства, добровольно селились чуваши, мордва, черемисы, явившиеся сюда с территории будущих губерний Пензенской, Уфимской, Казанской и Симбирской.

### Переселение калмыков
В начале XVII века с берегов Урала в пределы Самарского края явились калмыки вследствие распространившегося между ними слуха, что река Волга больше Урала и привольнее для кочевья со стадами. Весной 1634 года калмыки двинулись в путь со своими кибитками и случайно наткнулись на ногайцев, растянувшихся 40000 кибитками вдоль северных берегов Самарской луки вплоть до Симбирска. Между обоими племенами произошла битва, кончившаяся совершенным поражением ногайцев. Калмыки завладели всем приволжским луговым пространством.
По мере распространения и расширения здесь русской колонизационной волны, начались стычки между русскими и кочующими инородцами. Русские постоянно жаловались правительству на притеснение их калмыками и башкирами, последние — на русских. В 1644 году правительство послало в Самарский край войска на калмыков, под предводительством воеводы Плещеева. Плещеев разбил их и подчинил «под высокою царскою рукою, чтоб им, калмыкам, давати повальный торг в государевых городах, а войною им на государевы города и уезды не приходити».

### Постройка линий крепостей
Для безопасности поселившихся в Самарском крае русских крестьян и торговых людей правительство решило построить линии крепостей вдоль рек. В 1652 году приступили к постройке Симбирской линии (в пределах будущего Ставропольского уезда), вдоль левого берега реки Волги и по правому берегу реки Черемшана, для чего велено было выслать «подымовых людей — черемис, чуваш и вотяков». Сначала была построена крепость из «сосновых брёвен» в городе Белом-Яре, куда для поселения были высланы на вечное житьё из Казанской губернии 100 конных служилых казаков и 9 человек ссыльных. Следующая крепость была построена в городе Ерыклинске, с 6 башнями и вестовым колоколом. Здесь поселены 150 пашенных крестьян из села Чалнов (близ города Елабуги, на берегу р. Камы), устроенных в казачью службу. «Буде которые служилые люди, — говорилось в приказе, — стрельцы и крестьяне ехать из села Чалнов не похотят, то тех из деревень высылать и за ослушание бить батоги и сажать в тюрьму». От Ерыклинска линия тянулась среди сплошного леса до города Тиинска, на речке Тии, где также был построен острог. В 1653 году сюда перевели 50 конных стрельцов с семьями из Ахтачинского острожка и 100 чалнинских пашенных крестьян. Когда в 1654 году был взят у поляков Смоленск, то оттуда и из Полоцка выселили в Тиинск вместе с казаками 141 человек польской мелкой шляхты, которые ещё прежде «универсалами польских королей несли крепостную службу». Другая партия польской шляхты поселена в слободе Старой Куваке и Старой Письмянке будущего Бугульминского уезда. Вследствие жалоб шляхтичей и крестьян правительству на то, что им «от воинских людей на закамской черте жить страшно», в 1670 году было приступлено к постройке «города с тыном» на реке Майне (ныне село Старая Майна). Сюда переселили крестьян из губерний Нижегородской, Казанской и Симбирской. Польские шляхтичи до 1830 года числились пахотными солдатами или малолетками. Другая линия крепостей (Закамская) начата постройкой в 1727 году от пригорода Алексеевска до пригорода Сергиевска, вдоль реки Сока. На работы по постройке линии назначено было со всей Казанской губ. 15000 человек, которые были наделены землёю (пешие по 18 десятин, конные по 55 десятин). В три года построены были крепости Кундукча, Черемшан, Кичуй, Шешминск.
При Анне Иоанновне, в 1736 году, линия крепостей продолжена по реке Самаре от города Самары к Оренбургу: крепости Красносамарская, Борская, Бузулукская, Тоцкая, Сорочинская, Ольшанская (село Елшанка Первая), Новосергиевская. Все крепости были обведены валами, рвами и деревянными стенами, с рогатками, деревянными башнями и турами по углам; на башнях поставлены чугунные пушки. Между крепостями устроили ещё редуты, занятые казаками. В пяти крепостях были поселены казаки, в числе 1078 человек, и, кроме того, 12 калмыков, 41 разночинец, 19 ногайцев и 6 человек ссыльных.

### Башкирские волнения и пугачёвщина
Башкиры, полагая, что крепости могут служить оплотом против их набегов на русских поселенцев, взбунтовались, в числе более 20 000 человек и, несмотря на уверения правительства, что крепости построены против киргизов и ногайцев, продолжали выжигать и разорять деревни, а людей бить и брать в полон. В 1740 году правительство послало для усмирения башкир войска, которые разрушили более 700 башкирских аулов; в битве пало 16 000 человек башкир.
Однако башкиры не скоро успокоились и долго ещё служили грозой для русских поселенцев. Когда П. Паллас в 1769 году посетил крепости Самарского края, он нашёл их в очень плохом состоянии. Пугачёвское движение нашло значительную поддержку в калмыках и башкирах. Оно было подавлено здесь в 1774 году генералом А. И. Бибиковым. В уездах Бузулукском, Бугурусланском, Бугульминском и Николаевском башкир и теперь числится 40 628.
С 1738 года правительство старалось заселять левый берег реки Волги (в Ставропольском уезде) русскими крестьянами с целью приучения кочевавших ещё здесь калмыков к земледелию, но безуспешно; поэтому в 1842 году оно выселило их в Оренбургскую губернию.

### Усиленная колонизация
Усиленная колонизация нынешней Самарской губернии началась только со второй половины XVIII столетия, особенно на юге, где в XVII веке только небольшими группами поселились беглые гулящие люди, постоянно враждовавшие с бродячими киргиз-кайсаками и татарами.
Для заселения нынешнего Николаевского уезда были призваны из-за границы раскольники, бежавшие туда от преследований в России. Им предоставлялось в пользование 70 тыс. дес. земли, даровалась шестилетняя льгота от податей и повинностей и обеспечивалось беспрепятственное исповедание их веры. Они расселились целыми селениями по берегам реки Большой Иргиз. В то же время сюда прибыли и молокане, основавшие с 1792 году несколько селений, и немецкие колонисты из Вюртемберга, Бадена, Пруссии, Баварии, Касселя, Гессен-Дармштадта, Саксонии, Мекленбурга, Швейцарии и т. д. В большинстве случаев первые немецкие колонисты были вовсе неспособны к земледелию. Немецкие колонисты расселились по левому берегу реки Волги в числе 25000 человек и заняли уже заранее построенные им за счёт государства домики. Каждая немецкая семья получала на свою долю 2 лошади, 1 корову, семена для посева и земледельческие орудия. С 1766 по 1788 год немецкие колонисты основали на берегу Волги 36 колоний. С 1778 по 1858 год их поселилось здесь 43017 душ.
Последними немецкими поселенцами были меннониты, явившиеся сюда в течение 1858—1865 годов в числе 1662 душ.
В нынешнем Новоузенском уезде первыми русскими поселенцами по берегу Волги были малороссы, вызванные указом 1741 года для вывозки соли из Эльтонского озера.
Русскими поселенцами во второй половине XVIII века были основаны 64 селения, в XIX столетии до 1885 года — 753 селения. В Самарском уезде с 1847 по 1850 год правительством было поселено 120 семей «малоимущих дворян», которым было отведено по 60 десятин майоратных участков. Колонизация губернии активно продолжалась на рубеже XIX—XX веков; масса поселенцев из других губерний жила на арендованных казённых землях. После 12-летней аренды они получали арендованную землю в надел, по 6—8 десятин на душу.

### Губерния
Самарская губерния образована  указом Николая I от 6 декабря (18 декабря) 1850 (вступал в действие с 1 января (13 января) 1851). В состав губернии вошли 3 уезда Оренбургской губернии, 2 заволжских уезда Симбирской губернии и 2 заволжских уезда Саратовской губернии.
Осенью 1891 года — летом 1892 года территория Самарской губернии стала частью основной зоны неурожая, вызванного засухой (см. Голод в России (1891—1892)).

### Послереволюционный период
В 1918 году часть территорий Новоузенского и Николаевского уездов, населённых немцами, передана в состав вновь образованной Автономной области немцев Поволжья. В 1919 году оставшаяся часть Новоузенского уезда вошла в состав Саратовской губернии.
В 1920 году Бугульминский уезд вошёл в состав вновь образованной Татарской АССР.
14 мая 1928 года Постановлением ВЦИК и Совнаркома РСФСР Самарская губерния была ликвидирована, её территория вошла в состав Средне-Волжской области.

## Административное деление
С момента образования до 1918 года в состав губернии входило 7 уездов:
| № | Уезд           | Уездный город            | Герб уездного города | Площадь, кв. вёрст | Население (1897), чел. |
| - | -------------- | ------------------------ | -------------------- | ------------------ | ---------------------- |
| 1 | Бугульминский  | Бугульма (7 581 чел.)    |                      | 10 803,1           | 299 884                |
| 2 | Бугурусланский | Бугуруслан (12 109 чел.) |                      | 17 068,7           | 405 994                |
| 3 | Бузулукский    | Бузулук (14 362 чел.)    |                      | 22 427,0           | 492 952                |
| 4 | Николаевский   | Николаевск (12 504 чел.) |                      | 28 196,9           | 494 736                |
| 5 | Новоузенский   | Новоузенск (13 261 чел.) |                      | 34 585,9           | 417 376                |
| 6 | Самарский      | Самара (89 999 чел.)     |                      | 13 155,4           | 357 018                |
| 7 | Ставропольский | Ставрополь (5 969 чел.)  |                      | 10 476,5           | 283 376                |

Всего в губернии было 305 волостей, 4 пригорода, 14 слобод, 5 крепостей, 634 сёл, 1376 деревень, 29 селец, 498 хуторов, 141 немецкая колония. Селений, имевших более 500 дворов, — 76.

### Заштатный город
| Город     | Население (1897) | Входит в            | Герб |
| --------- | ---------------- | ------------------- | ---- |
| Сергиевск | 3057 чел.        | Бугурусланский уезд |      |

### После революции
В 1918 году Николаевский уезд переименован в Пугачёвский.
В 1919 году из части Ставропольского уезда был образован Мелекесский уезд. В том же году Новоузенский уезд был передан в Саратовскую губернию.
В 1920 году большая часть Бугульминского уезда отошла к Татарской АССР, а меньшая — присоединена к Бугурусланскому уезду.
В 1921 году в результате разукрупнения Пугачёвского уезда был образован Балаковский уезд с центром в городе Балаково в составе 20-ти волостей.
В 1924 году был упразднён Ставропольский уезд, его территория разделена между соседними уездами. В этом же году ликвидирован Балаковский уезд с передачей его волостей Пугачёвскому уезду.

## Население
| Год  | Численность | Численность |
| ---- | ----------- | ----------- |
| 1859 | 1 512 291   |             |
| 1890 | 2 440 214   | [ 4 ]       |
| 1897 | 2 751 336   | [ 5 ]       |
| 1910 | 3 535 186   |             |
| 1925 | 2 542 241   |             |

По переписи 1897 года население губернии составило 2 751 336, в том числе 1 351 438 мужчин и 1 399 898 женщин; городского населения 158 842 человек.
По подворной переписи земского статистич. бюро (1882—89 годы) в губернии считалось крестьянского населения 2 111 043 душ обоего пола, которые расселялись 351 453 дворами. По переписи 1897 года в губернии было 2 751 336 жителей (1 351 438 мужчин и 1 399 898 женщин), из них в городах 158 842, в том числе в губернском городе Самаре 89 999. Распределение жителей по уездам см. «Россия».
Крестьянское население жило в 328 964 домах: 253 582 деревянных, 1599 каменных и плитняковых 69 398 глиняных и в 4385 землянках. Бездомных семей было 18035 (5,5 %).
В 1894 году подлежащих, по возрасту, призыву к отбыванию воинской повинности в Самарской губернии считалось 27 178 человек; из них непользующихся льготами было 13 929; принято на службу 7377, в том числе грамотных было 2019 человек, или 26 %.
По итогам всесоюзной переписи населения 1926 года население губернии составило 2 413 403 человек, из них городское — 319 132 человек.

### Национальный состав
По родному языку население Самарской губернии распределялось на говорящих: по-русски — 1 895 558 (из них по-малорусски [по-украински] — 119 301, главным образом в Новоузенском уезде), по-мордовски — 238 598, по-немецки — 224 336 (в Новоузенском и Николаевском уездах), по-татарски — 165 191, по-чувашски — 91 839, по-башкирски — 57 242, по-тептярски — 47 684 (в Бугульминском уезде) и других.
Православных было 2 127 726, магометан (татары и другие инородцы) — 288 655, лютеран — 156 112, римско-католиков — 57 485 (те и другие — главным образом немцы), староверов — 97 522.
По исчислению центрального статистического комитета, к 1905 году в Самарской губернии было 3 206 800 жителей или по 24,2 человека на 1 кв. версту.
Итоги переписи по родному языку в 1897 году:
| Уезд             | русский | мордовский | немецкий | татарский | украинский | чувашский | башкирский | мещеряцкий и тептярский | казахский |
| ---------------- | ------- | ---------- | -------- | --------- | ---------- | --------- | ---------- | ----------------------- | --------- |
| Губерния в целом | 64,5 %  | 8,7 %      | 8,2 %    | 6,0 %     | 4,3 %      | 3,3 %     | 2,1 %      | 2,0 %                   | …         |
| Бугульминский    | 31,7 %  | 12,5 %     | …        | 20,8 %    | …          | 8,5 %     | 9,9 %      | 15,0 %                  | …         |
| Бугурусланский   | 57,8 %  | 19,8 %     | …        | 7,1 %     | 2,6 %      | 8,6 %     | 2,3 %      | 1,0 %                   | …         |
| Бузулукский      | 83,1 %  | 7,4 %      | …        | 2,1 %     | 1,9 %      | 2,5 %     | 2,0 %      | …                       | …         |
| Николаевский     | 76,7 %  | 4,3 %      | 12,6 %   | …         | 3,8 %      | …         | 1,5 %      | …                       | …         |
| Новоузенский     | 39,9 %  | …          | 36,8 %   | 1,9 %     | 17,0 %     | …         | …          | 1,2 %                   | 1,6 %     |
| Самарский        | 83,2 %  | 5,6 %      | 1,5 %    | 3,9 %     | 2,4 %      | 2,2 %     | …          | …                       | …         |
| Ставропольский   | 68,4 %  | 13,9 %     | …        | 13,5 %    | …          | 3,9 %     | …          | …                       | …         |

## Экономика

### Общие сведения
Господствующее занятие крестьянского населения — земледелие; промыслами занимается всего 136 895 человек, из них 3098 человек — отхожими.
Наиболее распространены следующие промыслы: плотничеством занимаются 5414, сапожно-башмачным 3981, портняжным 3674, извозничеством 7347.

### Землевладение и землепользование
Казне принадлежало 1 549 454 десятин, уделу 838 722 десятин, частным землевладельцам 2 955 091 десятин, церквям и монастырям 53 642 десятин, городам 126 566 десятин, сельским обществам 8 292 279 десятин, итого 13 815 754 десятин. Всей удобной земли, подлежащей обложению, числилось 12 905 746 десятин. Пахотной земли у крестьян 4 277 660 десятин, под огородами, садами и усадьбами 194 953 десятин, под лугами 583 749 десятин, выгонами и пастбищами 1 153 801 десятин, лесом 158 971 десятин. Если прибавить к общему количеству удобной крестьянской земли находившуюся в аренде вненадельную землю — 2 363 508 десятин, то в пользовании крестьян окажется всей земли 10 655 787 десятин.
Данные в современных единицах, округлённо до десятых гектара.
Казне принадлежало 1 692 840,5 га, уделу 916 337,3 га, частным землевладельцам 3 228 555,1 га, церквям и монастырям 58 606 га, городам 138 278,4 га, сельским обществам 9 059 646,4 га, итого 15 094 263,9 га. Всей удобной земли, подлежащей обложению, числилось 14 100 043,7 га. Пахотной земли у крестьян было 4 673 514,7 га, под огородами, садами и усадьбами 212 994 га, под лугами 637 769,1 га, выгонами и пастбищами 1 260 573,7 га, лесом 173 682,2 га. Если прибавить к общему количеству удобной крестьянской земли находившуюся в аренде вненадельную землю — 2 582 227 га, то в пользовании крестьян того времени окажется всей земли 11 641 873,5 га.

### Сельское хозяйство
324 528 надельных крестьянских дворов засевали различными культурными злаками 1 693 252 десятин; 21 606 дворов, с 59 226 душ обоего пола, считались безземельными. Частновладельческой земли под посевом 321 940 десятин. Рабочего скота по земской переписи числилось 1 160 311 голов, в том числе 968 657 лошадей, 185 693 волов и 5967 верблюдов; коров 463 227, мелкого рогатого скота 622 056 голов, овец 2 240 985, свиней 289 579, коз 40 855.
Системы полеводства — трёхполье, двухполье, местами залежное. Удобрение было мало развито, и в общем ведение сельского хозяйства носило экстенсивный характер. Улучшенные земледельческие орудия были распространены преимущественно в Николаевском, Новоузенском и отчасти Бузулукском и Самарском уездах, где у 8204 дворов числилось 10 996 железных плугов, 442 конных молотилки, 1884 веялки, 195 жнеек, 150 косилок. В южных уездах — Николаевском, Новоузенском, частью Самарском и Бузулукском — господствующим культурным злаком являлась пшеница (русская, перерод и белотурка), которой засевалось от 30 до 40 % посевной площади; в остальных — рожь и овёс. Высевались ещё ячмень, полба, просо, греча, горох, лён, картофель, в южных уездах — кукуруза, табак; разводились бахчи (дыни и арбузы, подсолнечник); в садах — яблоки, вишни, сливы. Под корнеплодами, кукурузой, льном, табаком и коноплёй находилось 61 621 десятин.
Табак культивировали сорта Rustica — махорку или рубанку — и сигарные сорта, дающие продукт невысокого качества. Пшеница и рожь возделывались главным образом на продажу. С 38 железнодорожных станций линий Самаро-Златоустовской, Оренбургской и Рязанско-Уральской, находящихся в пределах Самарской губернии, в 1896 году было отправлено на продажу: пшеницы зерном 14 728 тыс. пудов, пшеницы мукою 5 906 тыс. пудов, ржи зерном 4 358 тыс. пудов, ржи мукою 1 044 тыс. пудов, овса 1 272 тыс. пудов, гороха, чечевицы, рапса 680 тыс. пудов, проса и пшена 1 041 тыс. пудов, конопляного, льняного и рапсового семени 1 952 тыс. пудов, отрубей 1 409 тыс. пудов, итого 32 390 тыс. пудов.
Население занимается также пчеловодством и садоводством. 15 689 крестьянских дворов имеют 194 413 ульев; 9404 садовода владеют 435 017 плодовыми деревьями. Из яблок разводили анис, бель, китайское, чёрное дерево; из прочих плодов: груши, сливы, «дультеры», маслину, вишни.

### Инфраструктура
Часть хлебных грузов направляется водным путём в верховые волжские города до Рыбинска: в том же 1896 году хлебных грузов было отправлено водным путём 11939000 пудов. Важнейшие железнодорожные станции, на которых грузится хлеб: Самара, Бугуруслан, Кинель-Черкасы, Абдулино, Бузулук, Сорока, Борская; волжские пристани — Самара, Екатериновка, Балаково, Покровская Слобода, Ровное, Баронск, Старая Майна.

### Промышленность
В губернии 31 мукомольная мельница и 34 паровых котла, на которых перемалывалось 5 286 тыс. пудов и 1 201 тыс. пудов отрубей. Возделывается для продажи также подсолнечник. Подсолнечного масла было выработано на маслобойных заводах: в 1889 году — 2 тыс. пудов, в 1893 году — 10 тыс. пудов, в 1896 году — 8100 пудов.
В губернии было 343 фабрики и завода, с 4702 рабочими и производством на 11,5 млн руб. (винокуренные, кожевенные, салотопенные и другие).

### Торговля
169 ярмарок. Помимо обработки разных животных и растительных продуктов на местных заводах, из пределов Самарской губернии было отправлено в 1896 году по железным дорогам в другие губернии: животных остатков 10 600, сырых и выделанных кож 93 800, костей 66 000, сала 66 000, свечей 13 000 пудов. Главным предметом торговли в Самарской губернии служил хлеб, в особенности пшеница. Внутренняя торговля была сосредоточена главным образом на 247 ярмарках, на которые товаров привозилось (1896) до 14 млн руб., сбывалось на 5 млн. Главнейшие ярмарки — в городах Новоузенске и Бугульме. Торговых документов было выдано 24 511, в том числе гильдейских 2220. С 1895 года введена казённая продажа вина. До введения питейной реформы число питейных заведений простиралось до 1777, после неё число казённых и частных питейных заведений сократилось до 1308; казённых лавок было 813.

## Образование
Средних учебных заведений на конец XIX века было 5 (из них 4 в городе Самаре), в том числе 2 женских (гимназия и прогимназия), 1 мужская гимназия, 1 реальное училище, 1 духовная семинария. В 1897 году городских низших училищ было 6, с 847 учащимися. Сельских школ министерства народного просвещения и земских 474, с 28 078 учащимися мальчиками и 7662 девочками. Из числа сельских школ 73 школы мужских, 30 женских, остальные смешанные. Общий расход на сельские школы простирается до 273 929 рублей. Школ церковно-приходских было 291, из них 22 в городах, остальные — в уездах; учащихся 13690 человек. Школ грамоты 569, с 11 332 учащимися. Денежный расход на те и другие составлял 24 502 рублей. Школ других ведомств 4, с 43 учащимися мальчиками и 76 девочками. Средний расход на одну сельскую школу ведомства министерства народного просвещения равнялся 577 рублям. Процентное отношение учащихся девочек к общему числу учащихся было 29,77 %; одна школа приходилась на 1810 жителей или на 89,5 кв. вёрст. На распространение народных чтений и библиотек в сельских школах губернским земством ассигновалось 5600 рублей. Кроме того, земство содержало низшую сельскохозяйственную школу в селе Красном поселении (Самарского уезда). В 1898 году на содержание земских начальных школ ассигновано губернским земством 10 500 рублей.

## Просвещение, печать
В 1894 в Самарской губернии было 12 типографий и литографий, 22 книжных торговли и 8 библиотек (не считая сельских).
Периодических изданий было 5, в том числе 3 частные — все в городе Самаре.
Периодические издания:
- Самарские губернские ведомости (1852—1917 гг.)
- Самарские епархиальные ведомости (1867—1918 гг.)
- Самарский справочный листок (1867—1888 гг.)[7].

## Медицина
На конец XIX — начало XX века больниц в Самарской губернии было 51, на 1186 кроватей, врачей на службе 150; вольных аптек 33.

## Налоги и сборы
Окладных сборов в 1895 году, при окладе в 3 719 626 рублей, поступило 5 626 231 рублей, в недоимке осталось к 1 января 1896 года 13 789 995 рублей. Из числа окладных сборов на выкупные платежи падает: оклада 3195569 рублей, поступлений 4 897232 рублей и недоимок 10 956 181 рублей. Неокладных сборов в 1896 году поступило 9 640 588 рублей, в том числе с «питей» (питейных заведений) 6 678 768 рублей и акциза с сахара 2 424 808 рублей. Других поступлений в пользу государства в 1897 году поступило с Самарской губернии 1 399 505 рублей. Доходы городов (1894) — 635 505 рублей, расходы — 686 245 рублей. Земских доходов в 1896 году поступило 2 633 094 рублей, в том числе с земель 1 371 659 рублей; расходы составляли 2 613 259 рублей, в том числе на земское управление 178 000 рублей, подводная повинность 215 000, на школы 346 000, на медицину 629 000, на уплату долгов 734 000 рублей. Из указанных сумм доход губернского земства составлял 771 773 рублей, расход 771 078 рублей. Мирских сборов в 1894 году поступило 3 064 468 рублей, израсходовано 2 731 231 рублей.

## Руководство губернии

### Губернаторы
| Ф. И. О.                        | Титул, чин, звание | Время замещения должности |
| ------------------------------- | --- | ------------------------- |
| Волховский Степан Григорьевич   | тайный советник | 20.12.1850—06.05.1853     |
| Грот Константин Карлович        | статский советник, исполняющий должность (то есть исполняющий обязанности) (утверждён 21.07.1854 с произведением в действительные статские советники) | 12.05.1853—01.01.1861     |
| Арцимович Адам Антонович        | действительный статский советник, исполняющий должность (утверждён 04.08.1861)                                                                        | 01.01.1861—17.04.1862     |
| Замятнин Николай Александрович  | действительный статский советник, исполняющий должность (утверждён 15.03.1863)                                                                        | 11.05.1862—11.09.1863     |
| Мансуров Николай Павлович       | в звании камер-юнкера, статский советник, исполняющий должность (утверждён с произведением в действительные статские советники 19.04.1864)            | 26.09.1863—30.08.1865     |
| Обухов Борис Петрович           | в звании камергера, действительный статский советник, исполняющий должность (утверждён 27.03.1866)                                                    | 30.08.1865—20.01.1867     |
| Аксаков Григорий Сергеевич      | действительный статский советник | 20.01.1867—08.12.1872     |
| Климов Фёдор Дмитриевич         | действительный статский советник | 15.12.1872—16.12.1874     |
| Бильбасов Пётр Алексеевич       | действительный статский советник | 19.06.1875—12.10.1878     |
| Свербеев Александр Дмитриевич   | действительный статский советник (тайный советник) | 23.10.1878—18.12.1891     |
| Брянчанинов Александр Семёнович | тайный советник, гофмейстер | 19.12.1891—23.12.1904     |
| Засядко Дмитрий Иванович        | действительный статский советник | 23.12.1904—11.12.1905     |
| Родионов Николай Матвеевич      | действительный статский советник | 1905—1906                 |
| Блок Иван Львович               | действительный статский советник | 03.02.1906—21.07.1906     |
| Якунин Владимир Васильевич      | действительный статский советник | 12.08.1906—23.08.1910     |
| Протасьев Николай Васильевич    | тайный советник | 23.08.1910—02.06.1915     |
| Евреинов Сергей Дмитриевич      | статский советник | 16.08.1915—11.11.1915     |
| Станкевич Андрей Афанасьевич    | действительный статский советник | 13.11.1915—13.09.1916     |
| Голицын Лев Львович             | князь, надворный советник | 21.09.1916—04.03.1917     |

### Губернские предводители дворянства
| Ф. И. О.                          | Титул, чин, звание                                                     | Время замещения должности |
| --------------------------------- | ---------------------------------------------------------------------- | ------------------------- |
| Путилов Аристарх Азарьевич        | штабс-капитан, исполняющий должность (то есть исполняющий обязанности) | 23.04.1851—26.04.1852     |
| Шелашников Степан Петрович        | надворный советник                                                     | 26.04.1852—27.01.1853     |
| Булгаков Николай Андреевич        | поручик, исполняющий должность                                         | 27.01.1853—07.1853        |
| Чемодуров Александр Николаевич    | действительный статский советник                                       | 08.08.1853—25.01.1861     |
| Обухов Пётр Борисович             | в звании камергера, действительный статский советник                   | 24.02.1861—30.08.1863     |
| Тургенев Леонтий Борисович        | лейтенант, исполняющий должность                                       | 01.05.1864—20.06.1864     |
| Обухов Пётр Борисович             | в звании камергера, действительный статский советник                   | 20.06.1864—26.05.1865     |
| Тургенев Леонтий Борисович        | лейтенант, исполняющий должность                                       | 26.05.1865—25.09.1865     |
| Чарыков Валериан Иванович         | действительный статский советник, исполняющий должность                | 27.09.1865—29.06.1866     |
| Самойлов                          | коллежский секретарь, исполняющий должность                            | 29.06.1866—13.09.1866     |
| Чемодуров Александр Николаевич    | действительный статский советник                                       | 30.09.1866—19.06.1869     |
| Мордвинов Дмитрий Алексеевич      | статский советник (действительный статский советник)                   | 11.07.1869—07.07.1878     |
| Юрасов Сергей Павлович            | коллежский асессор (статский советник)                                 | 07.07.1878—04.07.1881     |
| Тургенев Михаил Борисович         | статский советник                                                      | 04.07.1881—19.07.1884     |
| Аксаков Григорий Сергеевич        | тайный советник                                                        | 19.07.1884—24.02.1891     |
| Осоргин Александр Николаевич      | отставной штабс-ротмистр                                               | 16.10.1891—18.06.1893     |
| Булгаков Андрей Николаевич        | статский советник                                                      | 31.08.1893—19.06.1896     |
| Чемодуров Александр Александрович | статский советник                                                      | 23.07.1896—1905           |
| Наумов Александр Николаевич       | коллежский асессор (действительный статский советник)                  | 02.07.1905—1916           |
| Шелашников Александр Николаевич   | статский советник                                                      | 1916—1917                 |

### Вице-губернаторы
| Ф. И. О.                          | Титул, чин, звание                                                                     | Время замещения должности |
| --------------------------------- | -------------------------------------------------------------------------------------- | ------------------------- |
| Жданов Михаил Павлович            | статский советник (действительный статский советник)                                   | 20.12.1850—09.10.1855     |
| Аксаков Григорий Сергеевич        | коллежский советник (статский советник)                                                | 27.11.1855—25.08.1858     |
| Котляревский Андрей Иванович      | коллежский советник                                                                    | 31.10.1858—05.05.1861     |
| Ушаков Сергей Петрович            | коллежский советник, исполняющий должность (утверждён 22.06.1862), (статский советник) | 04.06.1861—19.02.1867     |
| Панчулидзев Алексей Александрович | статский советник (действительный статский советник)                                   | 24.02.1867—30.01.1870     |
| Левшин Владимир Дмитриевич        | коллежский советник                                                                    | 30.01.1870—31.12.1871     |
| Лукошков Василий Викторович       | в звании камер-юнкера, статский советник                                               | 30.03.1872—12.04.1874     |
| Бильбасов Пётр Алексеевич         | действительный статский советник                                                       | 12.04.1874—19.06.1875     |
| Бринкман Александр Германович     | статский советник (действительный статский советник)                                   | 27.06.1875—12.09.1888     |
| Брянчанинов Александр Семёнович   | статский советник                                                                      | 12.09.1888—19.12.1891     |
| Рогович Алексей Петрович          | надворный советник                                                                     | 20.12.1891—18.01.1895     |
| Балясный Константин Александрович | надворный советник                                                                     | 18.01.1895—19.03.1896     |
| Кондоиди Владимир Григорьевич     | действительный статский советник                                                       | 06.04.1896—09.12.1905     |
| Михайлов Николай Николаевич       | статский советник                                                                      | 17.12.1905—1906           |
| Кошко Иван Францевич              | статский советник (действительный статский советник)                                   | 26.06.1906—1907           |
| Белецкий Степан Петрович          | коллежский советник                                                                    | 10.02.1907—31.07.1909     |
| Витте Рудольф Эфальдович          | статский советник                                                                      | 31.07.1909—09.04.1913     |
| Горчаков Сергей Васильевич        | князь, надворный советник (коллежский советник)                                        | 03.02.1914—1916           |
| Дьяченко Сергей Сергеевич         | статский советник (действительный статский советник)                                   | 10.06.1916—08.10.1916     |
| Зборомирский Михаил Николаевич    | титулярный советник                                                                    | 10.10.1916—04.03.1917     |

## Известные личности
См. статью: Родившиеся в Самарской губернии